# ستيف ويليامسون
ستيف ويليامسون (بالإنجليزية: Steve Williamson)‏ هو عازف ساكسفون بريطاني، ولد في 28 يونيو 1964 في لندن في المملكة المتحدة.

## وصلات خارجية
- ستيف ويليامسون على موقع IMDb (الإنجليزية)
- ستيف ويليامسون على موقع ميوزك برينز (الإنجليزية)
- ستيف ويليامسون على موقع أول ميوزيك (الإنجليزية)
- ستيف ويليامسون على موقع ديسكوغز (الإنجليزية)